# Plateau strié
En histologie, le plateau strié est l'un des différents types d'organisation des microvillosités rencontré sur des épithéliums, avec les microvillosités basales et les bordures en brosse.

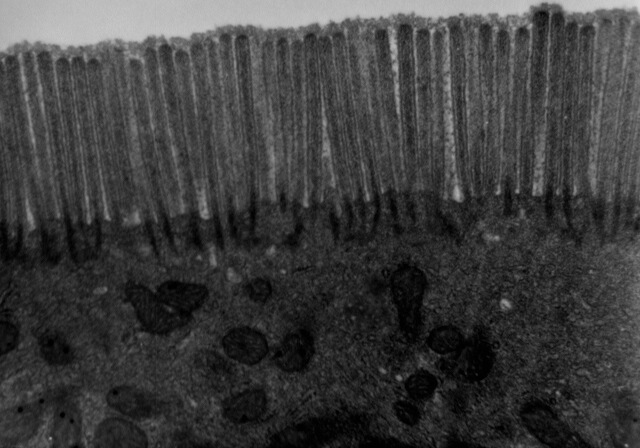
Microvillosités organisées en plateau strié sur une coupe de jéjunum humain en microscopie électronique en transmission.

Le plateau strié se caractérise par des microvillosités parallèles entre elles, régulière en largeur (0,1 µm) et longueur (1 µm), et dont les sommets sont recouverts par le Cell-Coat (ou glycocalyx), manteau glucidique. Les axes des microvillosités du plateau strié s'insèrent sur un plateau terminal (terminal web) sous-jacent.